# Música de la Edad Media de España

## El canto mozárabe o hispánico
Se conoce como canto mozárabe (aunque una denominación más precisa sería visigótico o hispánico) a la expresión musical asociada a la liturgia hispánica, propia de la Iglesia visigoda española y que pervive hasta nuestros días.

## La música sefardí
Sefarad se llamaba a toda la tierra que estaba situada en los confines occidentales europeos y por ello se llamó sefardíes a los judíos que vivían en la península ibérica desde tiempos del Imperio Romano. Hay registros de canciones ya en el siglo XII de los judíos españoles instalados en Castilla, Andalucía y Aragón.
Después de la expulsión, los sefardíes que emigraron al Imperio Otomano y el norte de África trajeron consigo su herencia musical y su idioma, que eventualmente se convirtió en el judeoespañol. Sin embargo, una parte sustancial, no de los textos, sino de la música original de la España Medieval, se perdió con el paso de los siglos. Las melodías y canciones fueron influenciadas o sustituidas por la música de los lugares en donde los sefardíes se asentaron, especialmente Grecia, Turquía, Marruecos y los Balcanes. Por ejemplo, la misma canción puede ser acompañada con un laúd árabe en Marruecos y con un bağlama en Turquía, con melodías distintas.
Temáticas comunes en las canciones sefardíes son las amorosa, las canciones de cuna y las de boda. También hay un número importante de canciones relacionadas con los festivales religiosos judíos e historias bíblicas que todavía se cantan, por ejemplo, durante el Séder de Pésaj. Gracias a una fuerte tradición oral, muchas de estas canciones han logrado ser preservadas en cancioneros tradicionales y actualmente existe una gran variedad de grabaciones de música sefardí.

## El canto gregoriano

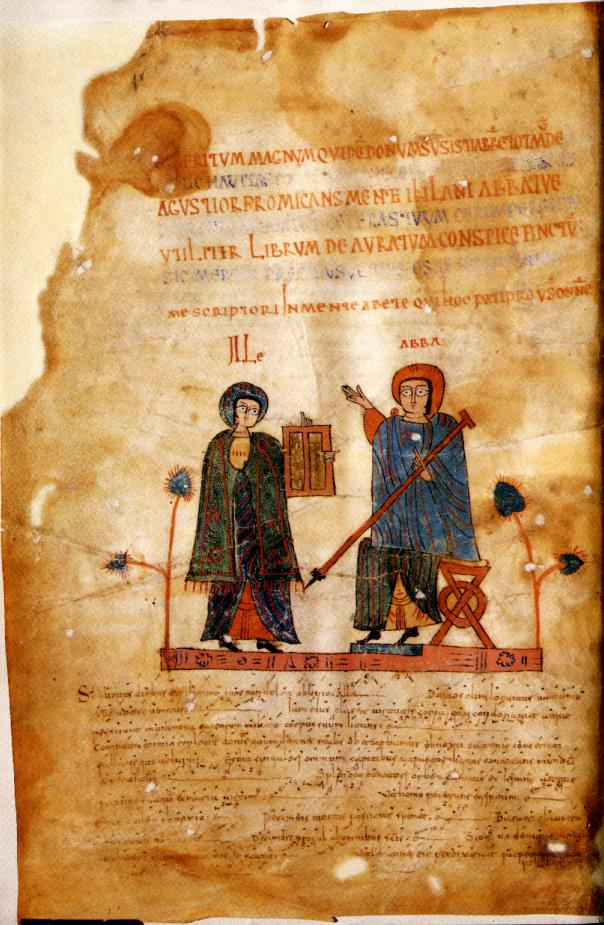
Antifonario de León.

### Historia del canto gregoriano
El comienzo de la Edad Media está iluminado por la llegada del cristianismo. Hasta ahora no sabemos cómo sonaba la música, pero sí conocemos los sistemas de notación que, utilizaron en los cánticos entonados desde las catacumbas. Los cristianos, hasta ahora clandestinos, se manifiestan públicamente. En un primer momento no crean nuevo repertorio, sino que utilizan elementos del mundo que les rodea adecuándolos a su espíritu.
Musicalmente reciben dos influencias palpables: del pueblo hebreo heredan el modo de cantar a base de largos melismas y la importancia del canto en el culto; y de la cultura grecorromana heredan la teoría musical con su sistema modal y la valoración ética de la música y, consecuentemente, su importancia en la educación.
La música cristiana de esta época es esencialmente vocálica (los instrumentos les recuerdan el mundo pagano) y destinada al culto.
Con la expansión del cristianismo (siglo IV), se desarrollan arzobispados independientes de Roma con diferentes liturgias: la romana, la milanesa (o ambrosiana), la española (mozárabe), galicana, céltica (irlando-británica), en Oriente (la bizantina y la siria). La Iglesia ve la necesidad de unificar la liturgia, es decir, de establecer un conjunto de signos y palabras que formen parte de sus celebraciones, especialmente en la misa, y que sean comunes para todos los fieles. El encargado de establecer (codificar) todo ello en el siglo VII, es el papa Gregorio I. San Gregorio no crea las melodías romanas, sino que las recopila y organiza. Se les da a las melodías una forma más llana y fácil de captar, con vistas a la unificación litúrgica occidental, conducida por Roma. A esto se le denomina canto gregoriano.
1. El canto gregoriano nunca se acompaña con instrumentos, es un canto a capela.
2. No se mezclan voces femeninas y masculinas.
3. El texto está en latín y su contenido es religioso.
4. Se trata de un canto monódico, es decir, melodías al unísono.
5. El ritmo es libre, reducido a una especie de línea ondulante y flexible.
6. Se trata de una música solemne que está al servicio del texto.
7. Emplea una notación musical para cada sílaba (silábico) y un grupo extenso de notas sobre una sílaba del texto (melismático).
8. Usa ocho escalas diferentes, que se les llama modos.
9. La sensación al oído es de sobriedad, sencillez y fluidez.

## El melodrama quirúrgico
Misterio de Oviedo, Canto de la Biblia Asturiana, etc.

## La monodia lírica romance

### Trovadores y troveros
El fenómeno trovadoresco aparece en el sur de Francia a finales del siglo XI, componiéndose sus canciones en la lengua romance del sur de Francia, la lenga d'òc. Sus composiciones se deben a los trovadores (trobadours en lengua vernácula). Poco después, en el norte de Francia, aparecen los troveros (trouvères en francés), que escriben en lengua de oïl, lengua que posteriormente dio origen al francés actual.
En general, el fenómeno trovadoresco no tuvo en la península la misma importancia que al otro lado de los Pirineos, ya que es un fenómeno que se desarrolla dentro del sistema político y social del feudalismo, y entre los reinos peninsulares sólo en Cataluña tuvo una importancia asimilable a Francia.
Muchos trovadores y troveros se desplazaron a los reinos hispánicos, ya sea por motivos profesionales o de otra índole. En la península encontraron buena acogida por parte de los reyes y nobles. Entre los trovadores que viajaron a la península, podemos citar a Guillermo de Poitiers (a quien se considera el primero de los trovadores), Marcabrú, Peire Vidal, Peire d'Alvernha, Giraud de Bornelh, Aimeric de Peguilhan, Raimon de Miraval, Peire Cardenal y Guiraud Riquier. La presencia de troveros en España no es comparable a la de los trovadores. Entre los más conocidos que se desplazaron a la península destacan Gautier de Coinci y Teobaldo I de Navarra.
Como se ha dicho, Cataluña fue el único de los territorios hispánicos donde el movimiento trovadoresco floreció y surgieron trovadores autóctonos, si bien todos ellos escribieron en lenga d'òc y no en catalán. Los trovadores catalanes conocidos son:
- Alfonso II de Aragón
- Amanieu de Sescars
- Berenguer d'Anoia
- Berenguer de Palou
- Cerverí de Girona (Guillem de Cervera)
- Federico III de Sicilia
- Formit de Perpinyà
- Guerau de Cabrera
- Guillem de Bergadá
- Guillem de Cabestany
- Guillem Ramon de Gironella
- Huguet de Mataplana
- Jaime II de Aragón
- Jofre de Foixà
- Pedro III de Aragón
- Pere Salvatge
- Ponç de la Guàrdia
- Ponç d'Ortafà
- Ponç Hug d'Empúries
- Ramon Vidal de Besalú

Sólo de dos de estos trovadores catalanes han llegado sus obras hasta nosotros con notación musical: Berenguer de Palou y Ponç d'Ortafà. Aparte, existen otras composiciones que nos han llegado con música, pero de autores anónimos.

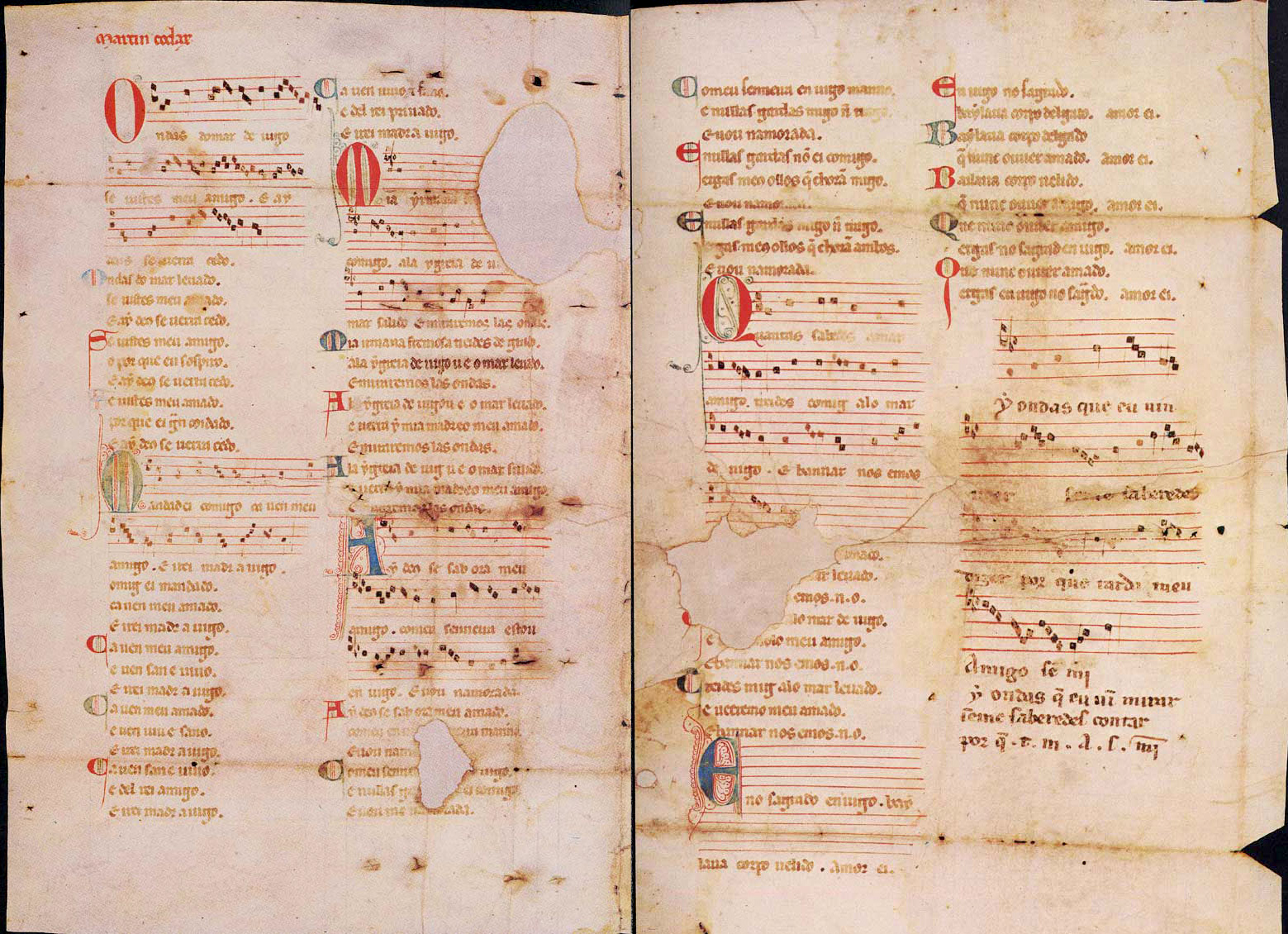
El Pergamino Vindel.

### Cantigas de Santa María

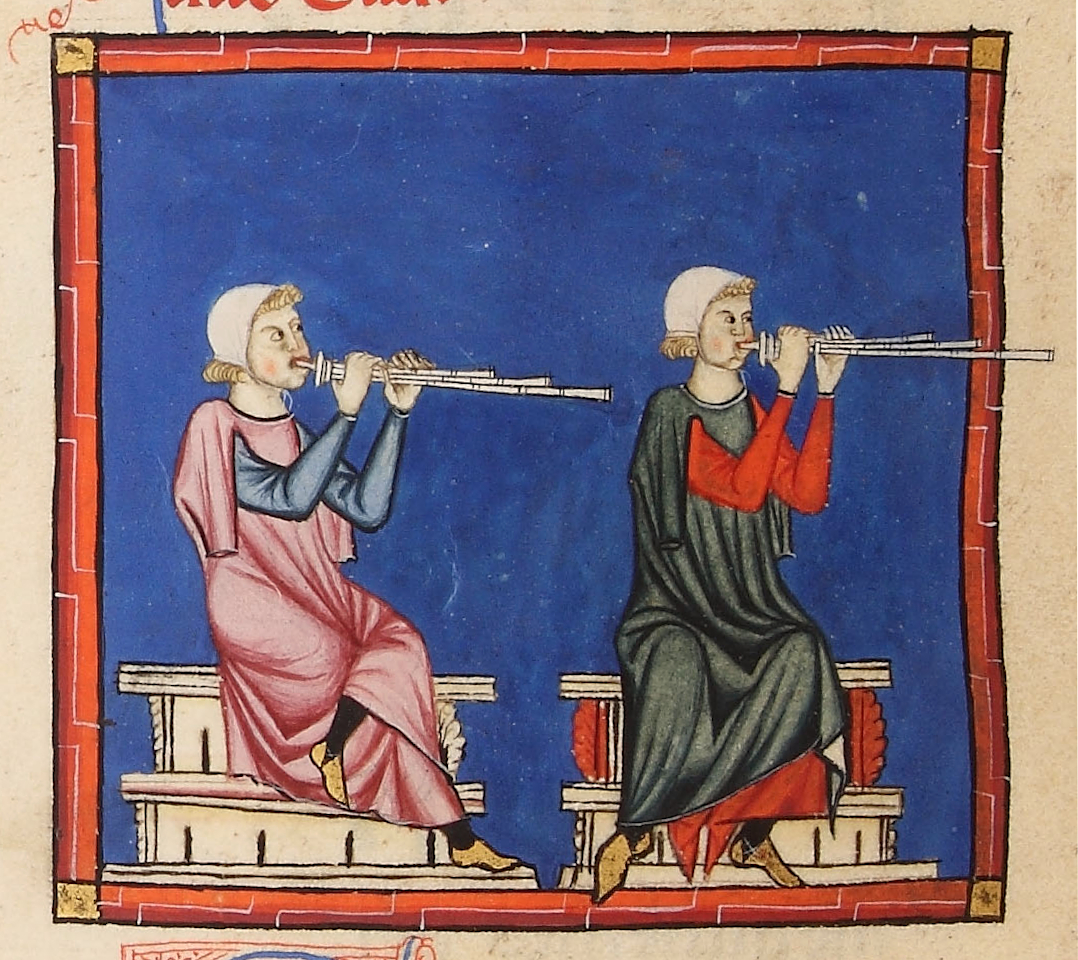
Ilustración del Codex E de las Cantigas de Santa María.

### Cantigas galaico-portuguesas
Las cantigas o cántigas son composiciones profanas propias de la lírica gallego-portuguesa. Este género se desarrolló en la Edad Media, especialmente entre los siglos XIII y mediados del XIV, en los Reinos de Galicia y Portugal, aunque también fue cultivado en otros lugares de la península Ibérica, como es el caso de las Cantigas de Santa María de Alfonso X el Sabio – no obstante, estas no se adscriben dentro del corpus de la lírica profana medieval gallego-portuguesa, a pesar de estar escritas en este idioma–.
Están compuestas en lengua romance para ser cantadas y acompañadas de música. Aunque son de corte trovadoresco y con importantes influencias provenzales, las cantigas también presentan un importante componente autóctono reflejado a través de lo tradicional. De esta manera, se conjugan estructuras y recursos retóricos occitanos con otros característicos de la tradición popular, como el paralelismo.
Las cantigas se dividen, principalmente, en tres grandes géneros: las cantigas de amor, las cantigas de amigo y las cantigas de escarnio y maldecir. Los temas más recurrentes de estas composiciones son las coitas (penas) de amor del poeta por la dama, la alabanza del amante o la alegría de los enamorados por encontrarse. Además, tienden a emplear elementos comunes y simbólicos, como el mar, las fuentes, los cabellos, ciervos, las romerías, las ermitas, etc.
Los testimonios de este tipo de lírica han perdurado a través de tres grandes cancioneros y de algún pergamino. Sin embargo, debe entenderse que la producción de cantigas fue mucho mayor que la que se ha conservado, pues muchas de ellas, al pertenecer a la tradición oral, seguramente no llegaran a recogerse por escrito.

## La polifonía
Si bien se tienen algunos indicios de que ya en la época visigótica pudiera haber cierta práctica polifónica primitiva en la península ibérica, tenemos constancia del canto polifónico desde la primera mitad del siglo XI. Esto queda atestiguado por el códice "Barcelona, Archivo de la Corona de Aragón, Ms. 42" procedente del Monasterio de Ripoll. Este manuscrito fue copiado entre los años 1018 y 1046 y contiene varios tratados teóricos musicales como el Musica enchiriadis, el Scolica enchiriadis y el De harmonica Institutione de Hucbaldo. La existencia de éste códice pone de manifiesto, que ya a principios del siglo XI, se enseñaba la doctrina polifónica en un centro tan importante como Ripoll. Este hecho quedará confirmado más tarde por los importantes manuscritos musicales que se han conservado en la península.
Generalmente se distinguen dos etapas en la evolución de la música polifónica durante la Edad Media en Europa: el Ars antiqua y el Ars nova. Esta división está basada en el tratado teórico Ars nova, publicado por Philippe de Vitry en 1322, el cual refleja una serie de novedades que se habían ido incorporado al canto polifónico en esa época. Se denomina Ars antiqua a toda la música polifónica anterior a este tratado y Ars nova a la que comienza con él y dura hasta finales del siglo XIV o principios del siglo XV.

### Ars antiqua

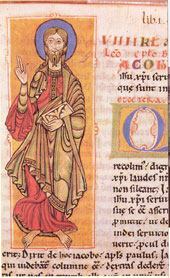
Codex Calixtinus.

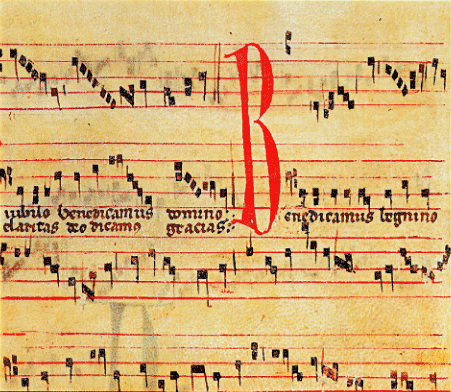
Codex de Las Huelgas.

A finales del siglo XI, tras la desaparición de la Liturgia Hispánica y su substitución por la Liturgia Romana, empiezan a entrar en la península ibérica nuevos formularios con el nuevo canto gregoriano que sustituirá al canto hispánico. En estos nuevos formularios, junto con las piezas litúrgicas monódicas "oficiales", entran también las nuevas técnicas de composición que se estaban desarrollando en ese momento en Occidente, como son los tropos. Estos tropos aparecen en libros tradicionales, como el Gradual o el Antifonario o bien en libros específicos de tropos, como los troparios y prosarios. Inicialmente, esos nuevos tropos consistían en añadir textos adicionales a cantos monódicos ya existentes, en la adición de melismas o bien la adición de texto y música a esos cantos. Con el tiempo, se empezó a añadir a los tropos una nueva voz o a insertar nuevas melodías sobre las ya existentes, dando lugar al nacimiento de las primeras polifonías de la denominada Ars antiqua, con sus formas musicales asociadas: el conductus, el órganum y el motete. Por tanto, los manuscritos con las composiciones musicales más antiguas son siempre de carácter litúrgico o paralitúrgico.
Durante el siglo XII, se desarrollan en la actual Francia, dos escuelas de polifonía importantes: 
- la Escuela de San Marcial de Limoges, en la primera mitad del siglo XII. Su centro fue la Abadía de Saint Marcial de Limoges y su influencia se extendió por la región de Aquitania y el norte de España. Uno de los manuscritos en los que se conserva este repertorio, el Londres, British Library Add. 36.881, podría provenir según el musicólogo Higinio Anglés de Cataluña, posiblemente del Monasterio de San Miguel de Cuixá (hoy situado en la Cataluña francesa), muy ligado a los monasterios del sur de Francia.
- la Escuela de Notre Dame de París. Aparece un poco más tarde, hacia 1170 y dura hasta el año 1250 aproximadamente. Se desarrolla en torno a la Catedral de Notre Dame de París y entre sus representantes encontramos a algunos de los primeros compositores conocidos de la Historia de la Música, como son Léonin y Pérotin.

A medio camino entre ambas escuelas, encontramos en España una de las fuentes musicales más importantes de este periodo: el Codex Calixtinus. Se conserva en la Catedral de Santiago de Compostela e incluye, aparte de numerosos cantos monódicos, 21 composiciones polifónicas que se integran en la liturgia del apóstol Santiago. Las obras musicales del códice fueron compuestas probablemente hacia la mitad del siglo XII o un poco después.
La Escuela de Notre Dame está representada en España por una de sus cuatro fuentes musicales más importantes: el Codex de Madrid, también denominado Codex de Toledo. Está depositado en Madrid, en la Biblioteca Nacional y hasta finales del siglo XIX estuvo guardado en la  Catedral de Toledo. No se sabe con certeza su lugar de procedencia, pero se sabe que fue copiado con toda probabilidad en la península.
Un poco posterior es el Codex Las Huelgas, copiado a principios del siglo XIV en el Monasterio de Santa María la Real de Las Huelgas, conservándose hoy en día todavía en dicho monasterio. El manuscrito contiene composiciones compuestas desde el siglo XII hasta el XIV, algunas de las cuales pertenecientes a la Escuela de Notre Dame. Es un tropario-prosario y sus cantos pertenecen al Gradual, y no al Antifonario, es decir, se interpretaban en la Misa y no en el Oficio divino. Es uno de los manuscritos europeos más importantes de la época y una de las fuentes más importantes para conocer la práctica del canto polifónico en España.
Aparte de estos importantísimos códices, existen varios fragmentos o manuscritos que incluyen unas pocas obras polifónicas, unos diez en Castilla y unos catorce en Cataluña, destacando entre todos ellos el Barcelona, Orfeó Català, Ms 1, procedente de la Cartuja de Scala Dei, con 13 piezas polifónicas. (Ver: Fuentes de ars antiqua en España).

### Ars nova

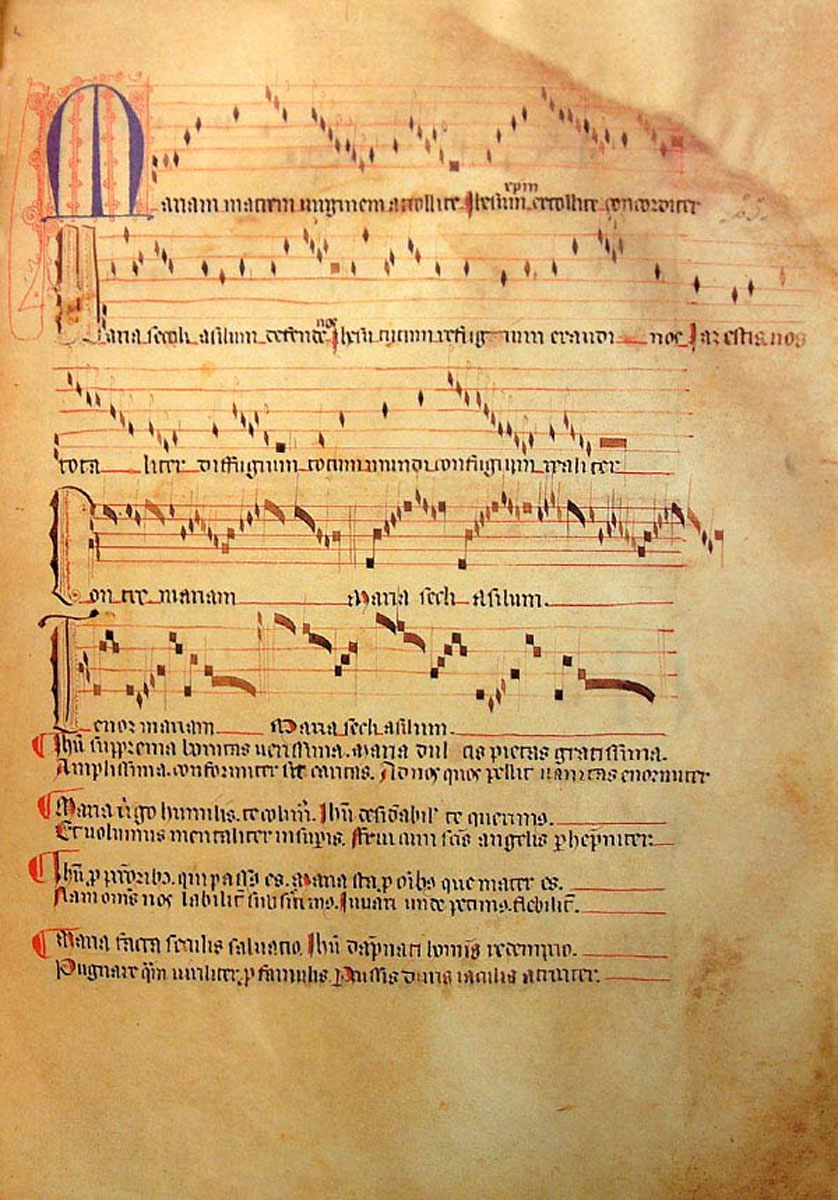
Llibre Vermell de Montserrat

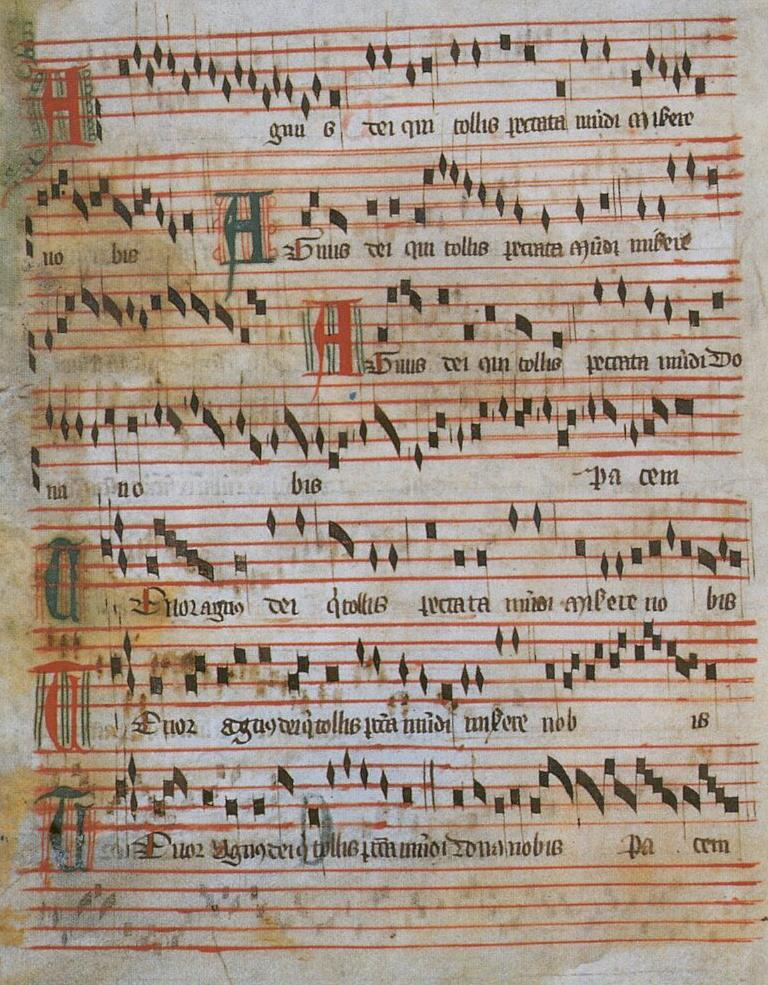
Agnus Dei de la Misa de Barcelona.

Se tienen indicios de que la actividad musical en la península ibérica durante el siglo XIV, es decir, la etapa correspondiente al Ars nova, fue bastante intensa. Sin embargo, nos han llegado muy pocas fuentes musicales que lo atestigüen.
Posiblemente la primera obra que se conoce de este periodo en España sea un Credo que se halla en el Codex Las Huelgas. Sin embargo, el principal códice que se ha conservado de este periodo es el Llibre Vermell de Montserrat, llamado así por el color rojo de su encuadernación. Como su nombre sugiere, proviene del Monasterio de Montserrat. De sus diez composiciones, cinco son polifónicas. Contiene varios cantos de temática religiosa destinados a los peregrinos que acudían al monasterio, pero no son parte de la liturgia propiamente dicha. De  hecho, es el único códice de origen ibérico con cantos polifónicos no destinados al culto durante toda la Edad Media (incluyendo tanto el Ars antiqua como el Ars nova). Además, incluye la primera obra polifónica conocida en España en lengua vernácula: la canción a dos voces Imperayritz de la ciutat joyosa, en catalán.
Aparte del Vermell, existen unos pocos fragmentos o códices de origen castellano y unos doce que provienen de Cataluña. De esta última también procede el manuscrito Barcelona, Biblioteca de Catalunya 971 conocido sobre todo por contener la Misa de Barcelona. Esta misa constituye uno de los primeros ciclos polifónicos completos del Ordinario de la misa que ha sobrevivido. (Ver: Fuentes de ars nova en España).
Cataluña presenta una actividad musical importante en este periodo, tanto en las catedrales como sobre todo en la capilla real de la corte aragonesa, donde acudían músicos de origen francés e italiano. Muchas de las obras presentes en los códices catalanes pertenecen al repertorio de Aviñón y se encuentran también en otras fuentes de Francia e Italia, siendo algunas de las obras de compositores conocidos como Johannes Graneti, Sortis, De Peiso, Tailhandier, etc.
A diferencia de otras zonas como Francia o Italia, no se cuenta con composiciones polifónicas de tema profano o en lengua vernácula (salvo la excepción ya citada). Sin embargo, la ausencia de fuentes que se hallan conservado no implica que estas composiciones no existieran, al menos en los centros culturales más importantes. Sin su existencia, sería difícil de explicar las numerosas canciones cortesanas polifónicas que aparecen en los cancioneros hispanos del comienzo del Renacimiento.